# Odynerus femoratus
Odynerus femoratus är en stekelart som beskrevs av Henri Saussure 1856. Odynerus femoratus ingår i släktet lergetingar, och familjen Eumenidae. Inga underarter finns listade i Catalogue of Life.